# Kotów (Basses-Carpates)
Pour les articles homonymes, voir Kotów.
Kotów est une localité polonaise de la gmina de Bircza, située dans le powiat de Przemyśl en voïvodie des Basses-Carpates.